# 需求
在经济学中，需求是消费者愿意并且能够在给定时间段内以不同价格购买的商品数量。 价格与数量需求之间的关系也称为需求曲线。对某一特定物品的需求是由该物品的感知必要性、价格、感知质量、便利性、可用的替代品、购买者的可支配收入和品味以及许多其他选择组成的。